# Ömür
Ömür ist ein türkischer weiblicher und (überwiegend) männlicher Vorname arabischer Herkunft mit der Bedeutung „Leben, Lebensdauer, Lebensweise“, der auch als Familienname vorkommt.

## Namensträger

### Männlicher Vorname
- Ömür Arpacı (* 1982), türkischer Schauspieler
- Ömür Göksel (* 1942), türkischer Jazz- und Popsänger

### Familienname
- Abdülkadir Ömür (* 1999), türkischer Fußballspieler